# Ptygura intermedia
Ptygura intermedia is een raderdiertjessoort uit de familie Flosculariidae. De wetenschappelijke naam van deze soort is voor het eerst geldig gepubliceerd in 1867 door Davis.